# Postsolenobia
Postsolenobia é um gênero de mariposa pertencente à família Acrolophidae.